# Gonzalo Bonafina
Gonzalo Julian Bonafina (Buenos Aires, Argentina. 27 de mayo de 1986) es un futbolista argentino. Juega de delantero y su actual equipo es el Club Atlético Sarmiento de Roque Pérez que disputa la Liga Lobense de Fútbol de Argentina.

## Trayectoria
Su inicio el club All Boys tras dos años se fue a jugar a Japón, luego de un año en Asia y un breve paso por el club FK Rudar Pljevlja de Montenegro en 2009 regresa para probar suerte en distintos equipos del ascenso del fútbol argentino.
En el año 2012 paso de entrenar en el equipo de jugadores libres del gremio de futbolistas argentinos al sueño de participar de la edición 2013 de la Copa Libertadores junto al equipo de la ciudad de Oruro. En agosto de 2013 llegó a Jorge Newbery de Villa Mercedes para disputar la primera mitad del argentino B 201/14, en enero de 2014 es fichado a Halcones FC de Guatemala. 

### Características
Juega de segundo delantero y se destaca principales por la velocidad y el desequilibrio en el uno contra uno generando pases de gol.

## Clubes
| Club                            | País           | Año         |
| ------------------------------- | -------------- | ----------- |
| All Boys                        | Argentina      | 2005 - 2007 |
| Arte Takasaki                   | Japón          | 2007 - 2008 |
| FK Rudar Pljevlja               | Montenegro     | 2008 - 2009 |
| Comunicaciones                  | Argentina      | 2009 - 2010 |
| Argentinos                      | Argentina      | 2010        |
| CA Pehuajo                      | Argentina      | 2011        |
| Sarmiento (Roque Pérez)         | Argentina      | 2011 - 2012 |
| Sportivo Patria                 | Argentina      | 2012        |
| San José                        | Bolivia        | 2012 - 2013 |
| Jorge Newbery de Villa Mercedes | Argentina      | 2013        |
| Halcones FC                     | Guatemala      | 2014        |
| Alimos FC                       | Grecia         | 2015        |
| Kelantan FA                     | Malasia        | 2015        |
| Jorge Newbery                   | Argentina      | 2015        |
| Limeño de Houston               | Estados Unidos | 2016        |
| Alumni                          | Argentina      | 2016        |
| Andino Sport Club               | Argentina      | 2017        |